# Venaria Reale
Venaria Reale (piemontès: La Venerìa Regia) és un municipi italià, situat a la regió de Piemont i a la ciutat metropolitana de Torí. Té 35.660 habitants.